# Immadagondanahalli, Madhugiri
Immadagondanahalli là một làng thuộc tehsil Madhugiri, huyện Tumkur, bang Karnataka, Ấn Độ.